# Bañuelos del Rudrón
Bañuelos  es una localidad española del municipio de Tubilla del Agua, en el Valle del Rudrón, provincia de Burgos, Castilla y León.

## Toponimia
El nombre de este lugar remite al término latino "balneum" y "balneolum" (baño, baño pequeño).
A lo largo de la Edad Media se le referencia con respecto al río citado como Uzrón. En el catastro de 1752 figura Bañuelos con el sobrenombre de Rudrón.

## Geografía
- Partiendo de Tubilla desde la N-623, se coge la carretera BU-V-6431 que llega hasta Moradillo del Castillo;[1] siempre al lado del Rudrón se va a este pueblo.
- Existen varios caminos que enlazan con otros pueblos como Terradillos, Úrbel y Valdeajos en La Lora entre otros.

### Urbanismo
Las características de las calles son similares a las de los pueblos de este contorno. Las casas también responden a similares características.
Al estar situado al lado del Rudrón a veces se desborda e inunda algunas zonas del pueblo. Este problema antaño se solucionaba por los mismos habitantes del pueblo. En la actualidad la burocracia estatal encima impide que sus habitantes subsanen tal asunto como se venía haciendo; no solucionan el problema y además impiden que lo solucionen.
Como en todos los pueblos entre su caserío sobresale la iglesia. Su construcción es medieval aunque con añadidos y reformas de épocas posteriores.

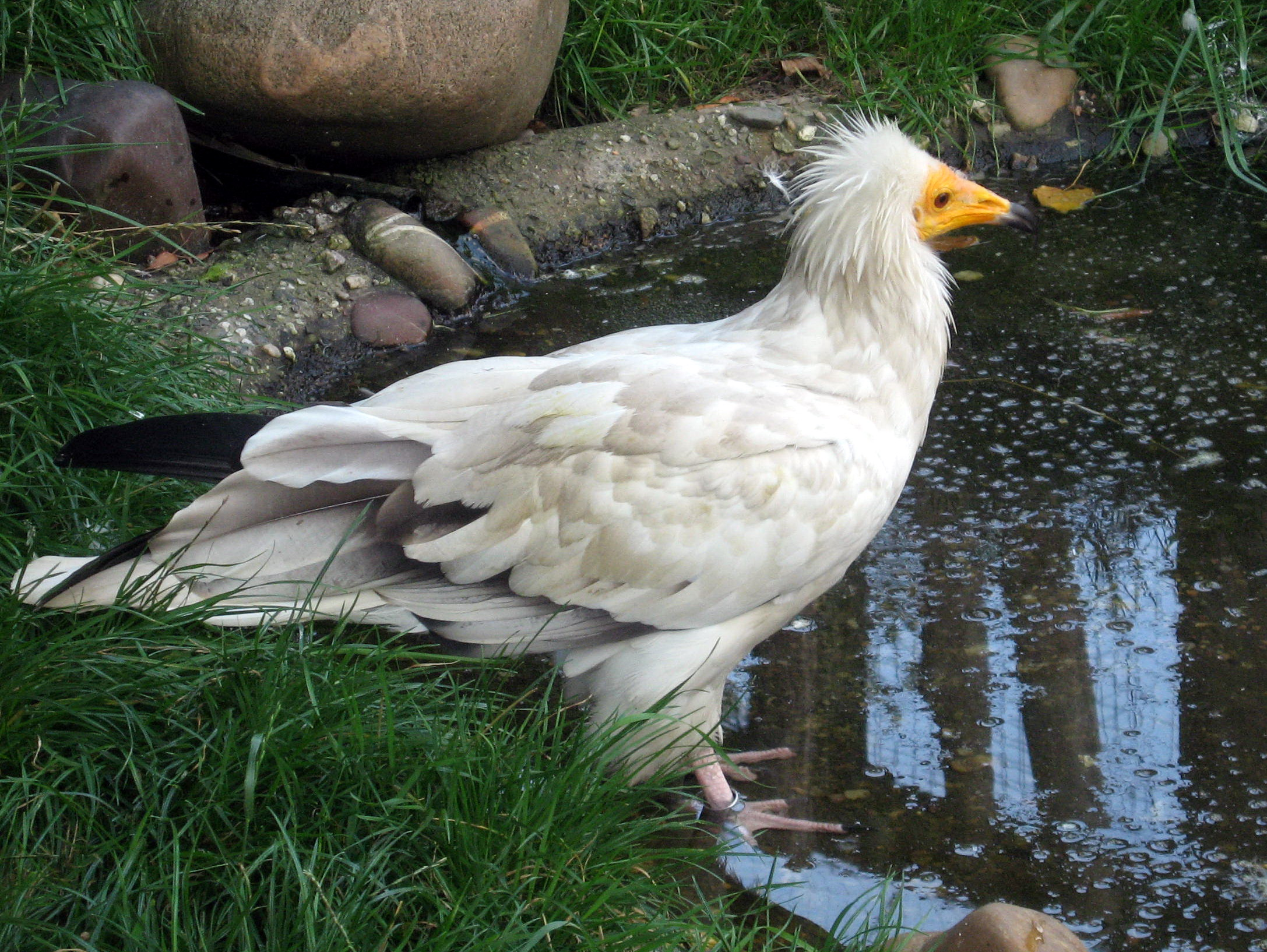
Guandilla. En el Valle del Rudrón se le llama así al alimoche

## Historia
La primera alusión escrita de Bañuelos aparece en el Cartulario de San Millán de la Cogolla (La Rioja).
En el año 1065 Gutierre Fruelaz y su mujer le hacen donación de sus bienes en diversos lugares, entre ellos "En Bañuelos, cerca de Moradillo".
Entre 1121 y 1124 una señora y su protegido, el presbítero Sancho, ceden a la catedral de Burgos sus posesiones en el "río Uzron, in villa que dicitur Valneolos".
Los trabajos de sus habitantes estaban relacionados con la agricultura y ganadería. Aprovechaban la vega del Rudrón y las laderas colindantes. Como muestra patente es la deforestación de algunas de ellas como el término “El Colmenar” e “Iruelas”, enfrente del pueblo.

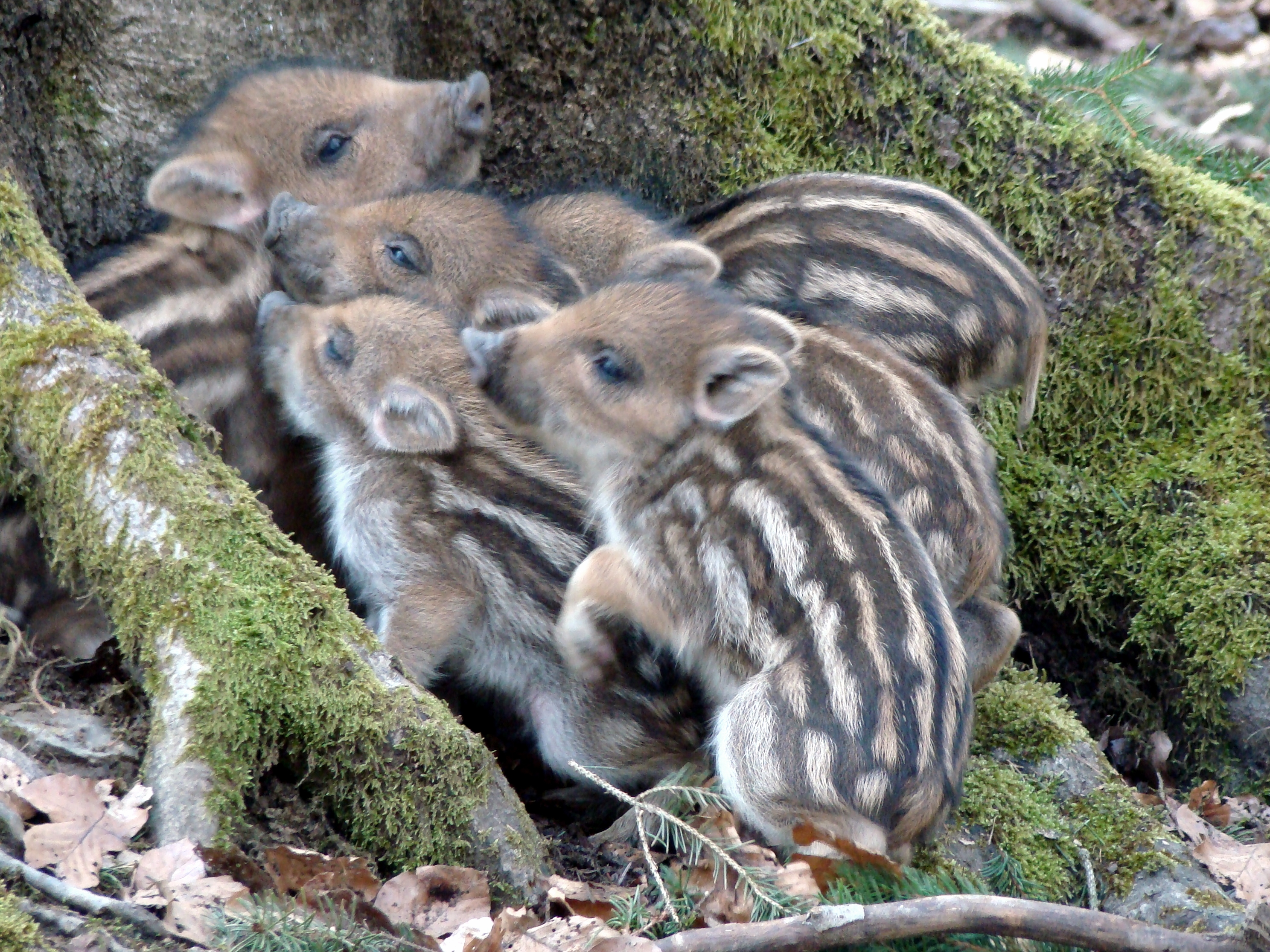
Jabatos. El jabalí presente en el Valle del Rudrón

En el catastro de 1752 se declara pertenecer al señorío del Marqués de Aguilar de Campoo. Funcionaban dos molinos. Poseían 605 ovejas, 115 cabras, 15 vacas y pocas colmenas. Les atendía el médico de Sedano, el cirujano de Tubilla, el boticario de Villadiego y el escribano de San Felices del Rudrón.
Tuvo Ayuntamiento hasta 1923. En esta fecha se unió a Tablada del Rudrón.
A finales del siglo XX quedó totalmente despoblado. En la actualidad cuenta con 5 habitantes.

## Demografía
| Gráfica de evolución demográfica de Bañuelos de Rudrón entre 1842 y 1910 |
| |
| Población de derecho según los censos de población del INE Población de hecho según los censos de población del INEEn 1920 este municipio desaparece porque se integra en el municipio Tablada de Rudrón |